# Acqua di calce
Acqua di Calce è il nome comune per una soluzione acquosa diluita di idrossido di calcio. L'idrossido di calcio, Ca(OH)2, è scarsamente solubile a temperatura ambiente in acqua (1,5 g / L a 25 °C). L'acqua di calce "pura" (cioè meno o completamente satura) è limpida e incolore, con un leggero odore terroso e un sapore astringente / amaro ed è una base con un pH di 12,4.
L'acqua di calce può essere preparata mescolando idrossido di calcio (Ca(OH)2) con acqua e rimuovendo il soluto non disciolto in eccesso (ad esempio mediante filtrazione). Quando si aggiunge idrossido di calcio in eccesso (o quando le condizioni ambientali sono alterate, ad esempio quando la sua temperatura viene aumentata sufficientemente), si ottiene una soluzione lattiginosa dovuta alla sospensione omogenea di idrossido di calcio in eccesso. Questo liquido è stato tradizionalmente noto come latte di calce.

## Applicazioni
Le proprietà chimiche di cui sopra sono comunemente utilizzate per testare la presenza di anidride carbonica in campioni gassosi nei laboratori scolastici e per raffinare lo zucchero in un processo chiamato carbonatazione.

### Settore
I gas di scarico delle industrie contenenti anidride solforosa possono essere puliti facendoli gorgogliare attraverso l'acqua di calce, un processo chiamato solfatazione, in cui l'anidride solforosa tossica viene intrappolata come precipitato:
Ca (OH) 2 ( aq ) + SO 2 ( g ) → CaSO 3 ( s ) + H2O( l )

### Trattamento dell'acqua

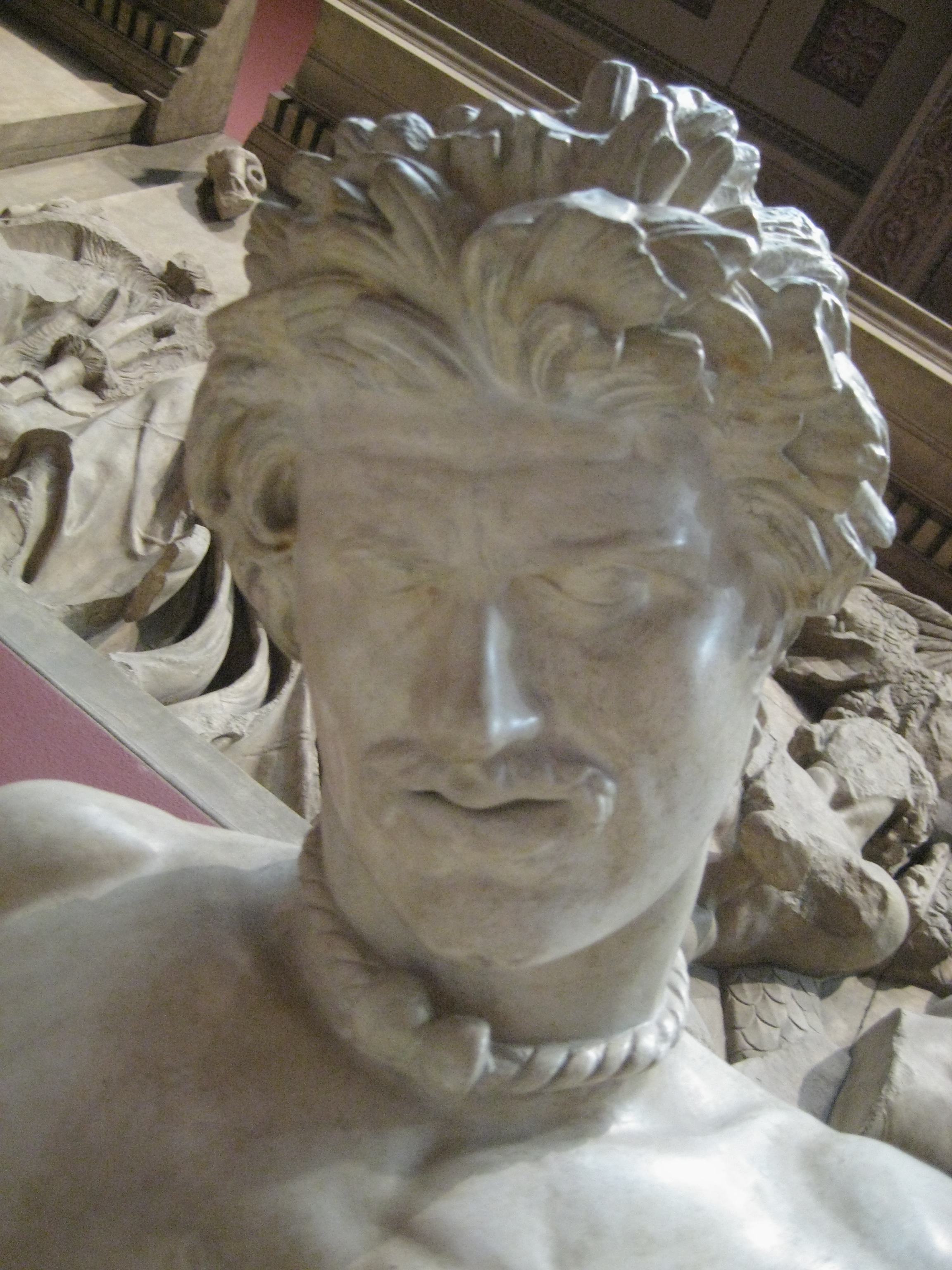
Primo piano di un calco del Galata Morente, che mostra un'acconciatura distintiva, presumibilmente derivata dal lavaggio in acqua di calce.

L'acqua di calce viene utilizzata in un processo noto come addolcimento (effettuabile con calce o con altri composti chimici) per ridurre la durezza dell'acqua. Viene anche utilizzato come agente neutralizzante nel trattamento delle acque reflue urbane.

### Arti
Nella pittura di buon affresco, l'acqua di calce viene utilizzata come solvente di colore da applicare su intonaci freschi. Storicamente, è noto come la pittura a calce.